# Estosololoarreglamosentretodos.org
Estosololoarreglamosentretodos.org fue una iniciativa surgida en 2010 por parte del Consejo Superior de Cámaras de Comercio de España y de 18 importantes empresas españolas para contagiar confianza y fomentar las actitudes positivas entre la ciudadanía para hacer frente a la salida de la crisis económica iniciada en 2008.
Sus portavoces fueron el jurista Antonio Garrigues Walker, el economista Guillermo de la Dehesa presidente del Centro de Investigación de Políticas Económicas de Londres (CEPR) y el político Miquel Roca Junyent.
El coste de la campaña fue de cuatro millones de euros, pagados por la patronal de las empresas constructoras (Seopan), un buen número de grandes empresas (Telefónica, Iberia, El Corte Inglés, BBVA, Santander, La Caixa, Caja Madrid, Repsol, Cepsa, Endesa, Iberdrola, Mapfre, Abertis, Mercadona, Indra, Renfe y Red Eléctrica) y respaldados por las Cámaras de Comercio.

## Iniciativa ciudadana
La versión oficial de la web cuenta que Jaime de Andrés, un directivo de Telefónica y profesional del marketing, creyó que había que hacer algo para darle la vuelta a la situación de desánimo provocada por la crisis: para arreglar la situación había que recuperar la confianza. Redactó un plan de marketing, lo compartió y perfeccionó con Susana, su mujer y lo presentaron a las Cámaras de Comercio. Varias empresas decidieron apoyar la iniciativa de forma anónima, creando la Fundación Confianza para obtener la financiación necesaria para poder publicitarla. Aunque en la web se constata que la propiedad intelectual es de la agencia SCPF.

## Página web
La campaña contó con una página web concebida como foro abierto, para que a través de ella se conocieran iniciativas e historias de esfuerzo, ingenio, creatividad, que animaran a comportamientos y actitudes favorables.

Queremos arreglar esto, y no vamos a esperar a que nadie lo haga por nosotros. Porque si no lo arreglamos nosotros, ¿quién lo va a hacer?

«...Llevamos demasiado tiempo viendo en todas partes lo mal que está todo. Es casi lo único que nos cuentan. 

Pero la crisis no solo está ahí fuera, también está en nuestras cabezas. Nos ha hecho perder la confianza, nos ha contagiado el pesimismo, el desánimo.
Esto es lo primero que debemos arreglar, queremos recuperar la confianza. 

Tenemos motivos para animarnos. En esta web encontrarás muchos...»
De la página Web

## Campaña publicitaria
La iniciativa contó con anuncios publicitarios y también con 'spots' que cuentan con la participación gratuita de ciudadanos anónimos y personajes públicos como Andreu Buenafuente, Michael Robinson, Jordi Évole, Angels Barceló, Ferrán Adriá y Pau Gasol, entre otros. La campaña de publicidad tuvo un presupuesto de cuatro millones de euros.
La campaña publicitaria se presentó el 25 de febrero de 2010 bajo el lema estosololoarreglamosentretodos.org. Ese mismo día se celebraba la primera reunión de la Comisión impulsada por el gobierno de Zapatero para elaborar un pacto de Estado contra la crisis. Esta circunstancia provocó la acusación del Partido Popular de que la campaña sería publicidad encubierta del gobierno socialista.
Miguel Roca Junyent, uno de sus portavoces, manifestó: 

«...Basta ya de decir que esto está muy complicado, el mundo está mirando a España con una cierta sonrisa y hay que decirle que el país no ha perdido la confianza en sí mismo
 El mundo nos mira ahora con cierta sonrisa, pero debemos decirles que nos creemos a lo que hemos llegado y que no hemos perdido la confianza en nosotros. Esto suena a voluntarismo, pero no conozco ninguna revolución que se haya llevado a cabo sin voluntarismo...» 

Guillermo de la Dehesa en el acto de presentación pidió que «...prime el consenso frente a las ideologías» e hizo «una llamada a la sociedad civil para salir de la crisis».

## Críticas
Esta iniciativa fue criticada por diversos motivos, siendo uno de lo más extendido el rechazo que provoca que las grandes empresas, a las que se culpó de haber causado la crisis, financien una campaña que para sus críticos hace recaer el peso de la recuperación en los hombros de los ciudadanos. Otros sectores piensan que la campaña favorece a un sector del partido de gobierno.
Las reacciones no tardaron en aparecer en torno a la campaña. Editoriales, noticias y artículos de opinión han cuestionado la iniciativa. Una parte de los ataques han aparecido vía Internet, blogs, y especialmente redes sociales donde aparecieron contracampañas informales contra la campaña oficial.